# Travemündegade
Travemündegade er en gade i Århusgadekvarteret i Nordhavnen i København, der ligger mellem Antwerpengade og Århusgade. Gaden er opkaldt efter den tyske havneby Travemünde. Gaden blev etableret sammen med bebyggelsen omkring den i 2014-2016.

## Historie og bebyggelse
Gaden ligger ligesom resten af Århusgadekvarteret i et område, der indtil 2014 var en del af Københavns Frihavn med begrænset adgang for offentligheden. Endnu i 2012 var denne del af området fuldstændigt ubebygget, den tilstødende Antwerpengade fandtes endnu ikke, og Århusgade var ikke ført så langt mod øst. I forbindelse med områdets ophør som frihavn var det imidlertid blevet besluttet at omdanne det til en ny bydel med boliger og erhverv, hvilket blandt andet medførte anlæg af flere nye gader, heriblandt denne. Københavns Kommunes Vejnavnenævnet ønskede at følge traditionen med at give gadenavne efter et bestemt tema, i dette tilfælde internationale havnebyer. Indstillingen blev godkendt på Teknik- og Miljøudvalgets møde 21 januar 2014 med virkning fra 1. marts 2014, hvor den nye gade fik navnet Travemündegade. De omkringliggende grunde var allerede solgt, og allerede året var bygninger i fuld færd med at skyde op på begge sider af den nye gade.
På den vestlige af gaden opførte KPC og Danica Ejendomme karreen Central Park efter tegninger af Årstiderne Arkitekter i 2015-2016. Karreen ligger som en overgang mellem nybyggeriet i kvarteret og de ældre ejendomme i det tilstødende kvarter Den røde by, som arkitekterne har ladet sig inspirere af. Trods navnet ligger den ikke ved en park, men til gengæld støder den op til en lille plads med træer og legepladsen Legehavet på den vestlige del af Antwerpengade.
På den østlige side opførte Kuben Byg og Casa Nord boligbebyggelsen Havnehuset efter tegninger af Tegnestuen Vandkunsten i 2014-2015. Boligbebyggelsen var den første af sin slags i Århusgadekvarteret og rummer butikker, 50 lejligheder, privat gårdmiljø i første sals højde og fælles taghaver. Næsten alle lejligheder har altaner, men trods bygningens navn har de færreste udsigt til havnen på grund af omkringliggende byggeri. Til gengæld kan beboerne prale af at have været de første til at flytte ind det nye kvarter, hvilket skete fra 30. april 2015.